# Puig de Gorners
|  | Per a altres significats, vegeu «Puig de Gorners (la Vall d'en Bas)». |

El Puig de Gorners és una muntanya de 80 metres que es troba al municipi d'Albons, a la comarca catalana del Baix Empordà.